# Andrij Spiwak
Andrij Ołeksandrowycz Spiwak, ukr. Андрій Олександрович Співак (ur. 4 stycznia 1976 w Szostce, w obwodzie sumskim) – ukraiński piłkarz, grający na pozycji pomocnika.

## Kariera piłkarska

### Kariera klubowa
Wychowanek Szkoły Piłkarskiej w Szostce. Pierwszy trener Jewhen Dereka. Grał w juniorskiej drużynie Impuls Szostak. Jesienią 1994 rozpoczął profesjonalną karierę piłkarską w SBTS Sumy, który zimą zmienił nazwę na FK Sumy. Potem występował w klubach Chimik Siewierodonieck, Zoria Ługańsk i Metałurh Donieck. Na początku 1999 był na testach w Dynamie Kijów, ale nie zgodził się na warunki zaproponowanego kontraktu i potem pół roku trenował się samodzielnie. Latem 1999 został piłkarzem Prykarpattia Iwano-Frankowsk, a po zakończeniu sezonu zaproszony do Dnipra Dniepropetrowsk. W styczniu 2004 roku podpisał kontrakt z Krywbasem Krzywy Róg. Latem 2005 został na pół roku wypożyczony do Metalista Charków. Po wygaśnięciu kontraktu zakończył karierę piłkarską.

## Sukcesy i odznaczenia

### Sukcesy klubowe
- brązowy medalista Mistrzostw Ukrainy: 2001